# Kröten-Purpurschnecke
Die Kröten-Purpurschnecke (Purpura bufo) ist eine Schnecke aus der Familie der Stachelschnecken, die im Indopazifik verbreitet ist.

## Merkmale
Das große, schwere, dickwandige Schneckenhaus von Purpura bufo, das bei ausgewachsenen Schnecken eine Länge von bis zu 6,5 cm erreicht, hat einen stark aufgeblasenen Körperumgang und ein kurzes Gewinde. Der Körperumgang, der einen Großteil der Schale einnimmt, ist mit breiten braunen und weißen spiraligen Rippen skulpturiert, die durch schmale Rinnen voneinander getrennt sind. Ebenso sind große, deutlich voneinander abgesetzte Knoten vorhanden. Der Parietalkallus ist breit und dick. Die äußere Lippe der Gehäusemündung ist nach außen gebogen. Das Gehäuse hat keinen Nabel. Der hintere Kanal ist tief, der vordere Siphonalkanal nach oben umgebogen. Die Spindel und das Innere der Gehäusemündung sind weiß oder rosa.

## Verbreitung, Lebensraum und Lebensweise
Die Kröten-Purpurschnecke ist im Indopazifik von den Küsten Süd- und Ostafrikas bis nach Papua-Neuguinea, nördlich nach Japan und südlich nach Queensland verbreitet und besonders an den Küsten Indiens häufig. Sie lebt in der Gezeitenzone auf Felsen und Sand, aber auch in Flussmündungen.

## Ernährung
Purpura bufo frisst sowohl Muscheln als auch Seepocken, in deren Schale sie ein Loch bohrt, um an das Fleisch zu gelangen.

## Lebenszyklus
Wie andere Neuschnecken ist Purpura bufo getrenntgeschlechtlich, wobei das Weibchen etwas größer ist. Das Männchen begattet das Weibchen mit seinem Penis, wobei die Paarungszeit von Januar bis Juni ist. Zur Eiablage kommen meist viele Weibchen zusammen, die ihre auf blattartigen Strukturen zusammengefassten, lang gestielten, gelben oder violetten, zylindrischen Eikapseln gemeinsam ablegen und am felsigen Substrat befestigen. Aus der Öffnung am oberen Ende der Kapsel schlüpfen frei schwimmende Veliger-Larven, die nach einer Phase als Zooplankton niedersinken und zu kleinen Schnecken metamorphosieren.

## Bedeutung für den Menschen
Purpura bufo wird in Indien wegen ihres Fleisches gesammelt.